# 독일 지구물리학회
독일 지구물리학회(독일어: Deutsche Geophysikalische Gesellschaft, DGG)는 독일의 지구물리학 학회이다. 1922년 9월 19일 독일 라이프치히에서 지진학자인 에밀 비헤르트의 주도로 독일 지진학회(Deutsche Seismologische Gesellschaft)로 설립되었다. 학회의 창립 멤버 중에는 카를 에리히 안드레, 구스타프 안겐하이스터, 임마누엘 프리드랜더, 베노 구텐베르크, 프란츠 코스마트, 게하르트 크룸바흐, 카를 마크, 루트거 민트로프, 페터 폴리스, 및 아우구스트 하인리히 지베르크 등도 있다. 1924년에 현재의 명칭인 독일 지구물리학회로 이름이 바뀌었다.
학회의 주요 활동에는 주로 독일어권 국가의 지구물리학자들의 연례 과학 회의의 조직(또는 그들과 개인적 또는 업무적인 긴밀한 관계) 및 영국 왕립천문학회와 공동으로 주요 과학 저널의 하나인 지구물리학저널 인터내셔널(Geophysical Journal International, GJI)의 출판이 포함되어 있다. 또한 회원을 위한 특정 과학적 주제에 대한 세미나와 워크숍을 조직하고 지구물리학 대학 교과과정의 구성 및 관련 문제에 대한 정보와 조언을 제공한다.
학회의 대부분 회원은 직업적인 지구 물리학자이다. 그러나 학회의 목적을 지지하는 사람은 누구나 회원이 될 수 있다. 회원 자격은 회기 종료 시 사임으로 종료되며, 정당한 경우 이사회에서 회원을 투표에서 탈퇴 시킬 수 있다.